# Sublieme Deserteurs
De Sublieme Deserteurs is een bijnaam die in Vlaamgsgezinde kringen wordt gegeven aan een groep van zeven Vlaamse deserteurs uit het Belgisch leger in de Eerste Wereldoorlog. Zij staken om activistische redenen begin mei 1918 de frontlijn over naar bezet België, in opdracht van de geheime Frontbeweging.

## Voorgeschiedenis
In de jaren voor de Eerste Wereldoorlog hadden sommige Vlamingen een afkeer ontwikkeld van de Franstaligen in België, door wie ze zich al jarenlang onderdrukt voelden. In hogere kringen en het bestuur werd vooral Frans gebruikt en ook in het Belgische leger probeerden sommige Franstalige officieren via de Legertaalwet (1913) Vlaamse soldaten disciplinair te vervolgen en te straffen, wat zorgde voor taalkundige spanningen aan het front en het. Zo waren er Waalse artsen die niet voldoende begrepen wat gewonde Vlaamse soldaten zeiden. Men haalde aan dat 80% van de soldaten Vlamingen was, en zij vooral in de frontlinie streden en zo als kanonnenvlees dienden, al bleek die 80% sterk overschat en uiteindelijk een mythe.

## Sublieme Deserteurs
Hieruit ontstond aan het front de Frontbeweging, mede georganiseerd door Hilaire Gravez. De organisatie wou de Vlaamse idealen en identiteit behouden. Gravez belegde geheime vergaderingen en bijeenkomsten voor Vlaamse soldaten, liet vlugschriften drukken en verspreiden en promootte hun ideologie in de rest van het land. Ook deden zij mislukte pogingen om hun grieven ook bij koning Albert I aan te klagen, evenals bij internationale instanties. In de ogen van de organisatie handelde de Belgische regering in ballingschap te Le Havre enkel in het belang van de Franstaligen in België. Gezien deze pogingen weinig hadden opgeleverd, besloten enkele Vlaamse activistische soldaten contact te leggen met betrouwbare Vlaamse voormannen. Aan het front werd het lijden van de Vlaamse soldaten door de legerleiding gecensureerd en dus vonden zij het belangrijk dat anderen op de hoogte werden gebracht van de situatie. 
In de schrijfkamer aan het front van de flamingantische kapelaan Cyriel Verschaeve stelden een tiental leiders van de Frontbeweging hun ideeën en eisen op. Ze wilden Vlaams zelfbestuur, splitsing van openbare diensten in Vlaamse en Waalse afdelingen en zelfbeschikkingsrecht voor kleine volkeren. Deze teksten moesten door de linies naar mensen als Lodewijk Dosfel en Alfons Depla worden gebracht. Deze moeilijke en gevaarlijke opdracht zou door de Sublieme Deserteurs worden uitgevoerd. Hun aanvoerder was Jules Charpentier, die vanwege zijn Vlaamsgezindheid gestraft en gedegradeerd was. Hij werd begeleid door Karel de Schaepdrijver. Op aanraden van Berten Willems, de hulpafgevaardigde voor de tweede legerafdeling, stelde Gravez voor contact op te nemen met Vital Haesaert, de Vlaamse afgevaardigde van de Genie der 2e L.A., die meestal in de loopgraven verbleef en vertrouwd was met de voorposten. De soldaten Bernard Coolen, Marcel Torreele en Vital Haesaert zouden volgens plan beide deserteurs enkel door de linies gidsen en vervolgens terugkeren. Toen zij langs de Duitse troepen probeerden te raken, gaven ze hun wapens af en legden de reden van hun komst uit. Ze werden gearresteerd en moesten hun documenten afgeven. Omdat niemand terugkeerde, besloot men aan het Vlaamse front na enkele dagen de brancardier Carlos Van Sante en Lode De Pryck, een persoonlijk gezant van Cyriel Verschaeve, op pad te sturen.
De Sublieme Deserteurs werden krijgsgevangen gemaakt, maar werden niet naar een krijgsgevangenenkamp gestuurd.. In de plaats daarvan werden zo volop ingezet door de Duitse bezetter voor Duitse, anti-Belgische propaganda. Ze zochten contact met de activisten en lichtten hen in over de toestand achter het IJzerfront. Ze publiceerden enkele brochures, hielden toespraken op Activistische bijeenkomsten en hielpen de Duitsers met het opstallen van propagandistische vlugschriften die de Vlaamse frontsoldaten moesten aanzetten om de wapens neer te leggen.
Na de wapenstilstand weken de Sublieme Deserteurs uit naar Nederland om aan gerechtelijke vervolging te ontsnappen. Ze werden in België bij verstek ter dood veroordeeld.